# KINGFISHER FILM
KINGFISHER FILMは2020年より 森大樹 により創設された映像制作集団。

## 概要
「私の心は雨模様」を皮切りに、実写、アニメーション問わず様々な映像作品を製作。2022年以降は、京都工芸繊維大学映像研究会オリヲン座との共同製作を開始。「紫苑 -SHION-」以降、すべての森監督作品において共同製作として参加している。

## 作品一覧
| 公開日     | 作品タイトル   | 主要スタッフ                                                 | 作品ジャンル        |
| ---------- | -------------- | ------------------------------------------------------------ | ------------------- |
| 2021/02/12 | 私の心は雨模様 | 脚本・編集・作画・監督：森大樹                               | アニメーション      |
| 2021/04/30 | 夢日記         | 脚本・編集・撮影・監督：森大樹                               | 実写                |
| 2021/06/13 | 虹             | 脚本・編集・作画・撮影・監督：森大樹                         | アニメーション/実写 |
| 2022/03/20 | 蒼穹の希跡     | 脚本・編集・撮影・監督：森大樹                               | 実写                |
| 2022/09/24 | 猩々木の喪失   | 脚本・編集・撮影・デザイン・特殊造形・監督：森大樹           | 実写/特撮           |
| 2022/12/01 | 紫苑 -SHION-   | 脚本・編集・監督：森 大樹                                    | 実写                |
| 2023/04/29 | かたなりの使者 | 脚本・編集・監督：森 大樹                                    | 実写                |
| 2023/06/02 | mican          | 脚本・監督：森大樹 音楽：木畑雄貴                            | 実写                |
| 2024/03/05 | 深淵           | 原案・脚本・監督：森大樹 音楽：雪芭旦 衣裳デザイン：磯野彩花 | 実写                |
| 2024/04/01 | aquarium       | 企画・監督：森大樹 音楽：雪芭旦 大久保颯太                   | 実写                |